# Was ist los mit Nanette?
Was ist los mit Nanette? ist ein 1928 entstandenes, deutsches Stummfilmlustspiel von Holger-Madsen mit Ruth Weyher in der Titelrolle und Georg Alexander als ihr Ehemann.

## Handlung
Einst war Nanette ein gefeierter Star am Varietéhimmel, ohne dass ihr heutiger Gatte Dr. Richard Curtius, der derlei Beschäftigung mehr als gering schätzt, je davon wusste. Dann aber verspekulierte der als Nachtredakteur in Lohn und Brot stehende Ehemann das familiäre Vermögen, sodass plötzlich an allen Ecken und Enden Geldnot herrschte. Nanette muss nun einen Spagat versuchen: Einerseits weiterhin das brave Frauchen an Heim und Herd zu mimen, andererseits aber heimlich zum Showbusiness zurückkehren, um mit zusätzlichen Einnahmen beider Leben finanzieren zu können.
Nanettes Rückkehr zum Varieté verläuft überaus erfolgreich, doch da taucht ein neues Problem auf: Wie erkläre ich meinem Mann den plötzlichen Geldfluss? So in Erklärungsnotstand getrieben, behauptet Nanette kurzerhand, dass eine reiche Tante im fernen Batavia gestorben sei und sie zur Erbin gemacht habe. So weit so gut, doch eines Tages steht eben diese „tote“ Tante zu Besuch vor der Haustür von Herrn und Frau Dr. Curtius. So muss Nanette eine Lüge der nächsten folgen lassen, sodass bald niemand mehr den Durchblick bewahren kann. Bald wird die allgemeine Verwirrung so groß, dass Nanette nicht umhinkommt, ihrem Mann reinen Wein einzuschenken. Man verzeiht einander, und der Ehefrieden kehrt zurück.

## Produktionsnotizen
Was ist los mit Nanette? passierte die Filmzensur am 22. Dezember 1928 und wurde erst fast ein Dreivierteljahr darauf, am 30. August 1929, im Berliner Primus-Palast uraufgeführt. Die Wiener Premiere fand erst am 16. Mai 1930 statt. Die Länge des mit Jugendverbot belegten Siebenakters betrug 2443 Meter.
Die Filmbauten gestaltete Carl L. Kirmse.
Dies war Hanne Brinkmanns letzter Filmauftritt.

## Kritiken
Das Kino-Journal gab folgendes Fazit: „Ein fesches, lustiges Spiel, wohl wert, mit solch erstklassigen Kräften besetzt zu sein, die sowohl die feine als auch drastische Komik des Inhalts so recht zu voller Schlagkraft herausarbeiteten. (…) Sehr viel Lustigkeit mit Geschmack und Anmut verbunden, geben einen an Tempo und flotter Unterhaltung reichen Inhalt.“
Die Freiheit! fand kritischere Worte. Hier war zu lesen: “Ein wirklich geschickter Regisseur hat den stark abgegriffenen Lustspieltypen zappelndes Filmleben eingehaucht und für das nötige Tempo bei allen naturnotwendigen Hemmungen und Verwicklungen gesorgt. Man wird allerdings den Gedanken nicht los, daß mit Künstlern wie Ruth Weyher, Margarete Kupfer und prägnanten Individualitäten wie Georg Alexander, Harry Hardt und Hans Junkermann etwas ganz anderes anzufangen sein müßte.”
Das Grazer Tagblatt kam zu folgendem Urteil: „Eine überaus lustige Komödie, deren flotte Handlung durch das wirbelnden Tempo der glänzenden Darstellung zur vollsten Geltung gebracht wird. Neben den komischen Mißverständnissen und sinnreichen Verwicklungen … tragen auch die gelungenen Zwischentete vieles zur Heiterkeit bei.“